# جندی شاپور (دزفول)
جندی شاپور شهری تازه‌تاسیس از توابع بخش چغامیش شهرستان دزفول در استان خوزستان ایران است. این شهر پیش از انقلاب اسلامی در ایران، روستای شاه‌ابوالقاسم و  سپس شاه‌آباد نام داشت و پس از انقلاب نام روستای اسلام‌آباد بر خود گرفت. به باور برخی نویسندگان قدیمی‌تر این شهر بر روی سرزمین تاریخی جندی شاپور قرار دارد، هر چند اغلب نویسندگان دهه‌های اخیر این موضوع را رد کرده‌اند. برای نمونه ژولین، تاریخدان معاصر فرانسوی، خرابه‌های نزدیک به این روستا را ویرانه‌های دژ شوشان می‌داند و نه شهر تاریخی جندی‌شاپور.   همچنین آرامگاهی منسوب به شاه‌ابوالقاسم عارف دوره صفوی در این شهر وجود دارد که برخی معتقدند متعلق به یعقوب لیث صفاری  اولین شهریار ایرانی است و برخی خرابه‌های نزدیک به آن را بقایای شهر تاریخی جند‌شاپور می‌دانند. هر چند اغلب پژوهشگران در دهه‌های اخیر واقع شدن جندی شاپور و آرامگاه یعقوب لیث را در محل روستای شاه‌آباد (اسلام آباد) در جنوب دزفول رد کرده‌اند.
با وجود نظر کارشناسان مبنی بر اینکه ویرانه‌های این روستا جندی‌شاپور نیست و آثار تاریخی دیگری است، در آخرین جلسه هیئت دولت در تاریخ ۲۲ اسفندماه ۱۳۹۷ با معرفی روستای «اسلام آباد» بخش چغامیش شهرستان دزفول بعنوان «شهر جندی شاپور» موافقت شده‌است.

## پیشینه شکل گیری روستای شاه‌ابوالقاسم
کمتر از ۴۰۰ سال پیش فتحعلیخان حاکم شوشتر در دوره صفوی برای بزرگداشت عارفی به نام شاه‌ابوالقاسم یکی از مریدان شیخ اسماعیل قصری ساختمانی بر قبر او ساخت. 

احمد اقتداری در دهه ۵۰ خورشیدی در کتاب آثار و بناهای تاریخی خوزستان (دیار شهریاران) در خصوص مکان شهر گندی‌شاپور و محل دفن یعقوب لیث مرور منابع انجام داده و چنین نتیجه گرفته که این شهر و مدفن می‌بایست در محدوده میان شهرهای شوشتر، شوش و دزفول قرار داشته باشد، محمدزمان خدایی شهر شوشتر را همان شهر معروف گندی‌شاپور و محل دفن یعقوب می‌داند
و محمد علی امام شوشتری آرامگاه شاه‌ابوالقاسم در روستای شاه‌آباد دزفول را محتملا محل آرامگاه یعقوب لیث دانسته‌ است.  
مطرح شدن احتمال تعلق آرامگاه به یعقوب لیث از آن جا ناشی می‌شود که در سال ۱۳۱۶ محمدعلی مرتضوی یکی از منسوبان محمدعلی امام شوشتری در محل بقعه این عارف کتیبه‌ای مشاهده کرد که بر آن ابیاتی منسوب به یعقوب لیث حک شده بود، بنابر این محتمل دانست که این بنا آرامگاه یعقوب لیث باشد و چون یعقوب در جندی شاپور وفات یافته بود، محتمل دانست که جندی شاپور نیز می‌بایست در محل روستای شاه‌ابوالقاسم مابین شوشتر و دزفول واقع شده باشد. برخی منابع این فرضیه را مبنا قرار داده اند. شعر روی کتیبه به شرح زیر است:
بگرفتم از خراسان تا مُلک پارس یکسر
ملـک عـراق از من هرگــز نبود رسته
بـدرود یـاد گیتی بانــوی نــوبهاران
یعقوب لیث گویی در آن نبد نشسته
احمد اقتداری پژوهشگر تاریخ، دکتر احمد خامه یار پژوهشگر مزارهای اسلامی و دکتر محمدزمان خدایی پژوهشگر باستانشناسی فرضیه محمدعلی امام شوشتری را رد کرده‌اند. 
احمد اقتداری درباره دلایل امام‌شوشتری در تعلق این آرامگاه به یعقوب لیث و واقع شدن شهر جندی‌شاپور در روستای شاه‌آباد می‌گوید: قبول این مطلب نیازمند دلایل و مدارک بیشتری است که وی در پنج مورد برشمرده است. اقتداری می‌گوید همه مورخان هم‌نظرند که یعقوب لیث در جندی‌شاپور دفن شده و در ادامه توضیح می‌دهد نظر امام‌شوشتری در مورد تعلق آرامگاه شاه‌ابوالقاسم در شاه‌آباد به یعقوب لیث صحیح به نظر نمی‌رسد.
محمدزمان خدایی معتقد است که با توجه به این که شیخ ابوالقاسم ۳۰۰ سال بعد از فوت یعقوب وفات یافته و بقعه او ۸۰۰ سال بعد از فوت یعقوب توسط فتحعلی‌خان حاکم شوشتر ساخته شده و همچنین با توجه به جنس سنگ، این کتیبه نمی‌تواند به مدت یازده سده از زمان فوت یعقوب به جا مانده و نشانه‌ای از مقبره یعقوب لیث و شهر گندی‌شاپور باشد. وی همچنین دلایل جغرافیایی در رد فرضیه امام شوشتری برمی‌شمرد. 
 

## جمعیت
جمعیت این شهر براساس سرشماری سال ۱۳۹۵ برابر با ۵،۲۹۸ نفر بوده است.